# Erik Fernqvist

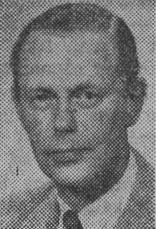
Erik Fernqvist

Erik Bertila Fernqvist, född 5 augusti 1907 i Stockholm, död 8 december 1992 i Kristinehamn, var en svensk arkitekt.
Efter studentexamen i Stockholm 1927 utexaminerades Fernqvist från Kungliga Tekniska högskolan 1932. Han var anställd på olika arkitektkontor 1932–37, blev stadsarkitekt i Ystads stad 1938, dito i Kristinehamn och Filipstads stad 1944, länsarkitekt i Blekinge län 1945, dito i Värmlands län 1952 och var stadsarkitekt i Kristinehamn 1962–72. Han var ledamot av Värmlands läns landstings byggnadskommitté.